# Aname robertsorum
Aname robertsorum är en spindelart som beskrevs av Raven 1985. Aname robertsorum ingår i släktet Aname och familjen Nemesiidae.
Artens utbredningsområde är Queensland. Inga underarter finns listade i Catalogue of Life.